# Чаплинка (Юрьевский район)
Чаплинка (укр. Чаплинка) — село,
Чаплинский сельский совет,
Юрьевский район,
Днепропетровская область,
Украина.
Код КОАТУУ — 1225987801. Население по переписи 2001 года составляло 816 человек .
Является административным центром Чаплинского сельского совета, в который, кроме того, входит село
Новостроевка.

## Географическое положение
Село Чаплинка находится на расстоянии в 1,5 км от села Новошандровка.

## Происхождение названия
Село Чаплинка получило своё имя по небольшой речушке Чаплинка (ныне высохшей).

## История
Село Чаплинка основано в 1932 году.

## Экономика
- ФХ «МЮД».

## Объекты социальной сферы
- Школа.
- Детский сад.
- Амбулатория.
- Дом культуры.